# Prizor iz potopa (Girodet)
Prizor iz potopa (Scène du déluge) je slika olje na platnu francoskega slikarja Girodeta. Prvič je bila razstavljena na Salonu leta 1806, zdaj pa je v zbirki pariškega Louvra.

## Ozadje
Girodet je začel študirati pri neoklasicističnem francoskem slikarju Jacquesu-Louisu Davidu pri sedemnajstih letih. Njegova prva slika v Davidovem ateljeju, Smrt Camile, je kazala na njegovo davidovsko izobrazbo. Delo je vsebovalo veliko tradicionalnih neoklasicističnih značilnosti, kot so ostro definirane črte, umirjene barve in osna simetrija. V svojih nadaljnjih delih je Girodet začel uporabljati svojo edinstveno estetiko in se usmeril bolj k slogu, ki je danes znan kot romantika. Zlasti Girodetova uporaba melodrame in nadnaravnega v delih, kot so Nebukadnezar ukaže usmrtitev Zedekijevih sinov, Atentat na Tacija in Sabinski kralj, se je močno razlikovala od tradicionalnega, nedomiselnega sloga Davida in drugih neoklasicističnih umetnikov tega časa. Te posebne značilnosti so še posebej prisotne v Potopu in so Girodeta postavile v središče pozornosti kot vodilnega v romantični umetnosti.
Potem ko je bila njegova slika Ossian sprejema duhove padlih francoskih junakov na salonu leta 1802 močno kritizirana, je bil Girodet odločen glede zmagoslavja na prihodnjem salonu. Slika Prizor iz potopa je zagotovila velik del uspeha, ki si ga je prizadeval, kljub temu, da je bil na Salonu leta 1806 sprva naletel na mešan sprejem.

## Opis
Platno velikega formata (4,41 x 3,41 metra) predstavlja pet članov iste družine; trudijo se ubežati divjim elementom narave. Človek, ki sedi na skali, visi z drevesa, ki se začne lomiti; skuša dvigniti ženo in dva otroka, medtem ko na hrbtu podpira starca, ki v roki nosi torbico. Nebo je posejano s strelami; v razburkani vodi lebdi truplo.
Strašljiv prizor ima elemente vzvišenega, ki jih je Girodet uporabil, da bi pritegnil gledalce. Moški izraz groze poveča učinek. Delo je navdušilo, vznemirilo in prestrašilo občinstvo na Salonu.

## Analiza

### Začetna zmeda s svetopisemskim potopom
Kljub pogostim primerjavam s Le Déluge Nicolasa Poussina je Girodet zanikal kakršno koli povezavo s delom in vztrajal, da slika ni upodobitev svetopisemskega potopa. V članku za Journal de Paris je Girodet razkril, da je bil naslov dela v katalogu Salona napačno natisnjen kot »Une Scene du Deluge« in ne »Une Scene de Deluge«. Sprva so se kritiki pritoževali, da sliki manjka »panoramske prostranosti«, ki je običajno povezana s svetopisemskim potopom. Ko je zmedo pripisal napačnemu naslovu, je Girodet poudaril, da je želel le ponazoriti »nenadno in delno poplavo, ki jo povzroči krč narave«.

### Pomen
Glede na razstavo o Girodetu leta 2005, ki jo je organiziral Sylvain Bellenger, je sliko mogoče razlagati kot politično alegorijo. Septembra 1806 je Girodet zapisal o svoji sliki za Journal de Paris: »Koliko ljudi, postavljenih na grebene sveta in sredi družbenih viharjev, zaupajo, tako kot ta družina, svoje zdravje in bogastvo gnilim podporam.« »Družbeni vihar« je bil verjetno aluzija na revolucijo, »gnila podpora« pa možno sklicevanje na Napoleona. Januarja 1793 je bil sam Girodet žrtev silovitega napada francoske revolucionarne vojske, v katerem je komaj rešil življenje. Čeprav Girodet tega nikoli ni neposredno izpostavil kot navdih za ta del, je verjetno ta izkušnja močno oblikovala njegov pogled na svet. Njegovi komentarji za Journal de Paris nakazujejo pogled na sliko, na kateri se Francija obupno oklepa Napoleona, da bi pobegnila pred nasilnimi revolucijami, samo da odkrije, da je bil Napoleon, podpora, dovolj pokvarjen, da je Francijo spet pahnil v isti nemir. Zlomljeno drevo naj bi predstavljalo krhkost teh podpor. Podobe, ki iščejo telesno in ne duhovno odrešitev, so zaradi teh okoliščin postale žrtve te poplave.

## Odziv kritikov
Že prvi dan razstave so bile množice očarane nad delom. En opazovalec je v Gazette de France zapisal: »Danes, ob otvoritvi Salona, je vse oči pritegnil prizor Girodetovega potopa. Ta odlična kompozicija je bila deležna širokega občudovanja.« Drugi, za Journal de l'Empire, je zapisal: »Z nestrpnostjo smo čakali, da bo gospod Girodet ustvaril delo, ki najstrožjim poznavalcem ne bo pustilo nobenega dvoma o zanesljivosti in nadmoči njegovega talenta.« Toda kritiki niso povsem odobravali njegove neortodoksne vsebine in vizualnih lastnosti. David, Girodetov mentor, je sliko posebej ostro obsodil in jo razglasil za grožnjo dostojanstvu umetnosti. Verjel je, da ogroža idealizem umetnosti in da bi, če je ne bi zaustavili, pripeljala do neokusnega žanra zgodovinskega slikarstva, manj osredotočenega na temo in bolj na melodramo in perverznost. Številnim kritikom je bilo delo po nepotrebnem grozljivo. Nekateri so menili, da je šel Girodet predaleč, in verjeli, da so bili gledalci ob ogledu slike prej prevzeti kot ganjeni od žalosti. Girodetovi zagovorniki so trdili, da ima slika filozofsko lekcijo: alegorijo, ki prikazuje moškega, ki ščiti starost, ženskost in mladost. Poleg tematike so se kritiki pritoževali nad različnimi slogovnimi prvinami slike. Anatomija figur je bila preveč idealizirana in uporabljena le za privabljanje gledalca. Toda materina nadlaket je preveč mlahava v primerjavi z njenimi močnimi nogami in truplo, ki je plavalo v vodi, je bilo preveč lepo, dimenzije in ravnotežje pa so manjkali, verjetno zaradi velikosti slike. Girodet je bil prizadet zaradi kritik kljub pohvalam, ki jih je prejel, in se je odzval na kritike v anonimnem besedilu z naslovom La Critique des Critiques du Sallon de 1806. Besedilo je nakazovalo, da kritiki po navadi zanikajo dosežke živega slikarja, ko pa je slikar mrtev, njegov ugled samodejno naraste.

## Prepoznavanje in prikaz
Slika je prejela prvo nagrado na concours décennal leta 1810 v kategoriji junaškega zgodovinskega slikarstva in premagala Sabinke Jacquesa-Louisa Davida; ponovno je bila razstavljena na Salonu 1814. Leta 1818 ga je kupila francoska država za Musée du Luxembourg v Parizu. Po Girodetovi smrti leta 1824 so ga prenesli v Louvre, skupaj z dvema drugima umetnikovima deloma: Endimionov sen in Pokop Atale.
Slika danes velja za eno Girodetovih največjih del.

## Sorodna dela
Pripravljalna risba s črno kredo, datirana ok. 1795, hrani kanadska Narodna galerija. Ta skica ponazarja njegovo zanimanje za to določeno kompozicijo prizora, dolgo preden se je slika začela med letoma 1802 in 1806. Po navedbah Kanadske nacionalne galerije se začetna skica od končnega dela razlikuje v nekaj ključnih pogledih: »Ta zgodnja različica, ki je še vedno vodoravna in ne navpična, ne vsebuje drevesa ali starejšega otroka, ki se na sliki oklepa materinega vratu. Namesto tega pes spremlja skupino in učinki draperije so manj dramatični«. Prisotnost strele tako na začetni skici kot na dokončanem delu poudarja Girodetovo zavezanost alternativnim oblikam osvetlitve.
Sliko je kot litografijo leta 1825 reproduciral Jean Baptiste Aubry-Lecomte.